# Antezant-la-Chapelle
Antezant-la-Chapelle és un municipi francès situat al departament del Charente Marítim i a la regió de la Nova Aquitània. L'any 2007 tenia 359 habitants.

## Demografia

### Població
El 2007 la població de fet d'Antezant-la-Chapelle era de 359 persones. Hi havia 148 famílies de les quals 36 eren unipersonals (12 homes vivint sols i 24 dones vivint soles), 52 parelles sense fills, 48 parelles amb fills i 12 famílies monoparentals amb fills.
La població ha evolucionat segons el següent gràfic:
Habitants censats

### Habitatges
El 2007 hi havia 192 habitatges, 148 eren l'habitatge principal de la família, 26 eren segones residències i 18 estaven desocupats. 188 eren cases i 3 eren apartaments. Dels 148 habitatges principals, 126 estaven ocupats pels seus propietaris, 18 estaven llogats i ocupats pels llogaters i 4 estaven cedits a títol gratuït; 1 tenia una cambra, 4 en tenien dues, 16 en tenien tres, 33 en tenien quatre i 94 en tenien cinc o més. 121 habitatges disposaven pel capbaix d'una plaça de pàrquing. A 66 habitatges hi havia un automòbil i a 68 n'hi havia dos o més.

### Piràmide de població
La piràmide de població per edats i sexe el 2009 era:
| Homes | Edats   | Dones |
| ----- | ------- | ----- |
| 0     | 95 o +  | 4     |
| 0     | 90 a 94 | 4     |
| 4     | 85 a 89 | 4     |
| 0     | 80 a 84 | 8     |
| 16    | 75 a 79 | 8     |
| 8     | 70 a 74 | 8     |
| 12    | 65 a 69 | 12    |
| 8     | 60 a 64 | 12    |
| 20    | 55 a 59 | 12    |
| 8     | 50 a 54 | 16    |
| 4     | 45 a 49 | 20    |
| 12    | 40 a 44 | 12    |
| 12    | 35 a 39 | 8     |
| 12    | 30 a 34 | 4     |
| 20    | 25 a 29 | 8     |
| 4     | 20 a 24 | 0     |
| 8     | 15 a 19 | 12    |
| 16    | 10 a 14 | 0     |
| 8     | 5 a 9   | 8     |
| 4     | 0 a 4   | 8     |

## Economia
El 2007 la població en edat de treballar era de 197 persones, 149 eren actives i 48 eren inactives. De les 149 persones actives 135 estaven ocupades (72 homes i 63 dones) i 14 estaven aturades (9 homes i 5 dones). De les 48 persones inactives 17 estaven jubilades, 13 estaven estudiant i 18 estaven classificades com a «altres inactius».

### Ingressos
El 2009 a Antezant-la-Chapelle hi havia 143 unitats fiscals que integraven 359,5 persones, la mediana anual d'ingressos fiscals per persona era de 16.493 €.

### Activitats econòmiques
Dels 5 establiments que hi havia el 2007, 1 era d'una empresa de construcció, 3 d'empreses de comerç i reparació d'automòbils i 1 d'una empresa de serveis.
Dels 3 establiments de servei als particulars que hi havia el 2009, 1 era un taller de reparació d'automòbils i de material agrícola, 1 lampisteria i 1 restaurant.
L'any 2000 a Antezant-la-Chapelle hi havia 25 explotacions agrícoles que ocupaven un total de 1.246 hectàrees.

## Equipaments sanitaris i escolars
El 2009 hi havia una escola elemental integrada dins d'un grup escolar amb les comunes properes formant una escola dispersa.

## Poblacions properes
El següent diagrama mostra les poblacions més properes.